# Wallfahrtskirche Mariä Heimsuchung (Heinersreuth)

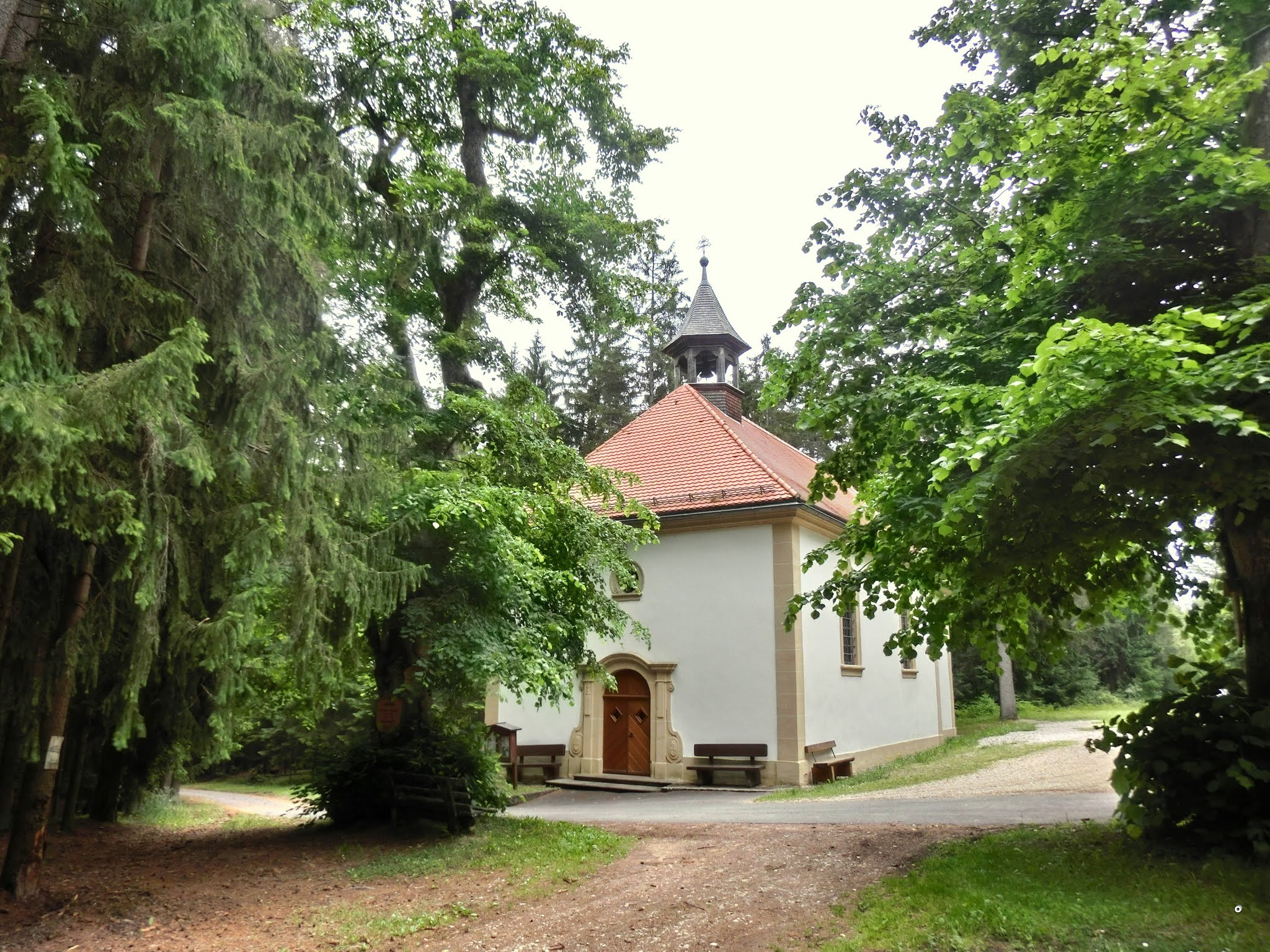
Wallfahrtskirche Mariä Heimsuchung (Heinersreuth)

Die römisch-katholische Wallfahrtskirche Mariä Heimsuchung steht mitten im Wald von Heinersreuth, einem Gemeindeteil des Marktes Kirchenthumbach im Landkreis Neustadt an der Waldnaab der Oberpfalz. Das Bauwerk ist unter der Denkmalnummer D-3-74-129-19 als Baudenkmal in die Bayerische Denkmalliste eingetragen.

## Beschreibung
Die Saalkirche wurde 1737–39 erbaut. Sie besteht aus einem Langhaus und einem eingezogenen gerade geschlossenen Chor im Osten. Aus dem Walmdach des Langhauses erhebt sich im Westen ein sechseckiger, offener Dachreiter, in dem eine Kirchenglocke hängt, und dessen spitzes Zeltdach mit Schindeln bedeckt ist. Die Ecken des verputzten Gebäudes und das Portal im Westen bestehen aus Hausteinen.
Der Innenraum ist mit einem Stichkappengewölbe überspannt, das auf doppelten Pilastern aufsetzt. Zur Kirchenausstattung gehört ein Hochaltar, den Johann Michael Doser geschaffen hat, dessen Altarretabel ein Gnadenbild enthält.